# Paruline à face blanche
Myioborus albifacies
Espèce
Répartition géographique
Statut de conservation UICN

 LC  : Préoccupation mineure
La Paruline à face blanche (Myioborus albifacies) est une espèce de passereaux appartenant à la famille des Parulidae.

## Distribution et habitat
La Paruline à face blanche est endémique du Venezuela. Elle habite les forêts humides de quelques Tepuys entre 900 m et 2 250 m d'altitude dans une aire restreinte.